# Amberofulvius
Amberofulvius is een geslacht van wantsen uit de familie van de Miridae (Blindwantsen). Het geslacht werd voor het eerst wetenschappelijk beschreven door Herczek in 1991.

## Soorten
Het genus is monotypisch en bevat alleen de volgende soort:

- Amberofulvius dentatus Herczek, 1991